# Siratoba
Siratoba là một chi nhện trong họ Uloboridae.